# Municipio de Sharon (condado de Noble)
El municipio de Sharon (en inglés: Sharon Township) es un municipio ubicado en el condado de Noble en el estado estadounidense de Ohio. En el año 2010 tenía una población de 342 habitantes y una densidad poblacional de 4,81 personas por km².

## Geografía
El municipio de Sharon se encuentra ubicado en las coordenadas 39°41′54″N 81°36′13″O / 39.69833, -81.60361. Según la Oficina del Censo de los Estados Unidos, el municipio tiene una superficie total de 71.15 km², de la cual 71,06 km² corresponden a tierra firme y (0,12 %) 0,09 km² es agua.

## Demografía
Según el censo de 2010, había 342 personas residiendo en el municipio de Sharon. La densidad de población era de 4,81 hab./km². De los 342 habitantes, el municipio de Sharon estaba compuesto por el 99,12 % blancos, el 0,29 % eran amerindios, el 0,29 % eran asiáticos y el 0,29 % eran de una mezcla de razas. Del total de la población el 0,29 % eran hispanos o latinos de cualquier raza.